# Winfield Scott Hancock

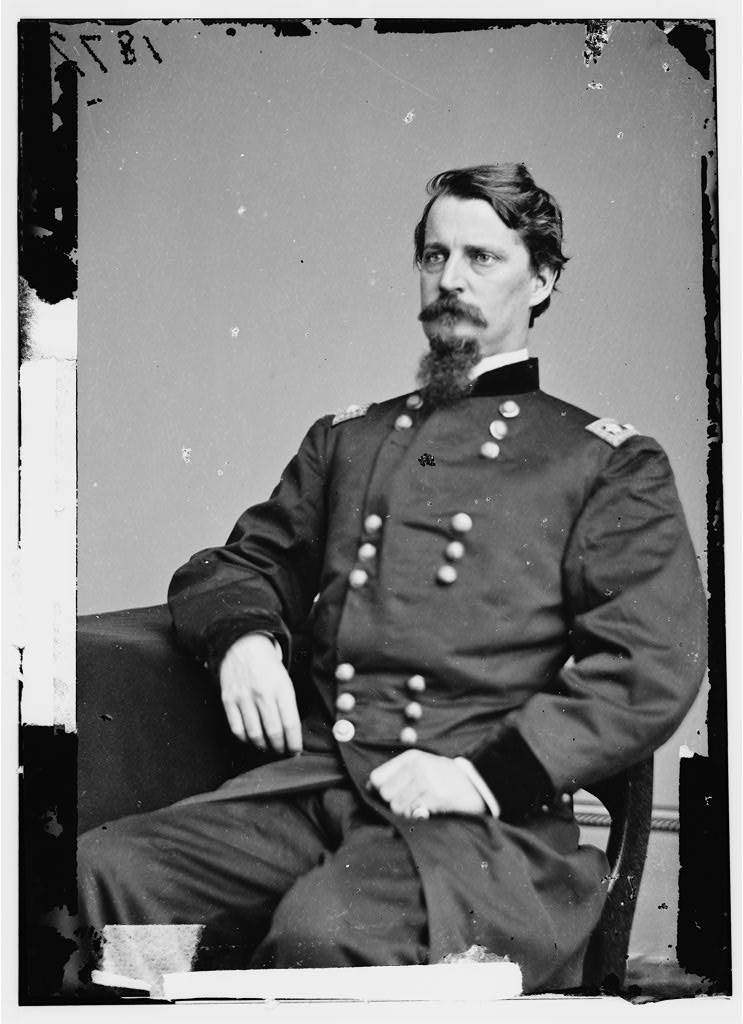
Winfield Scott Hancock

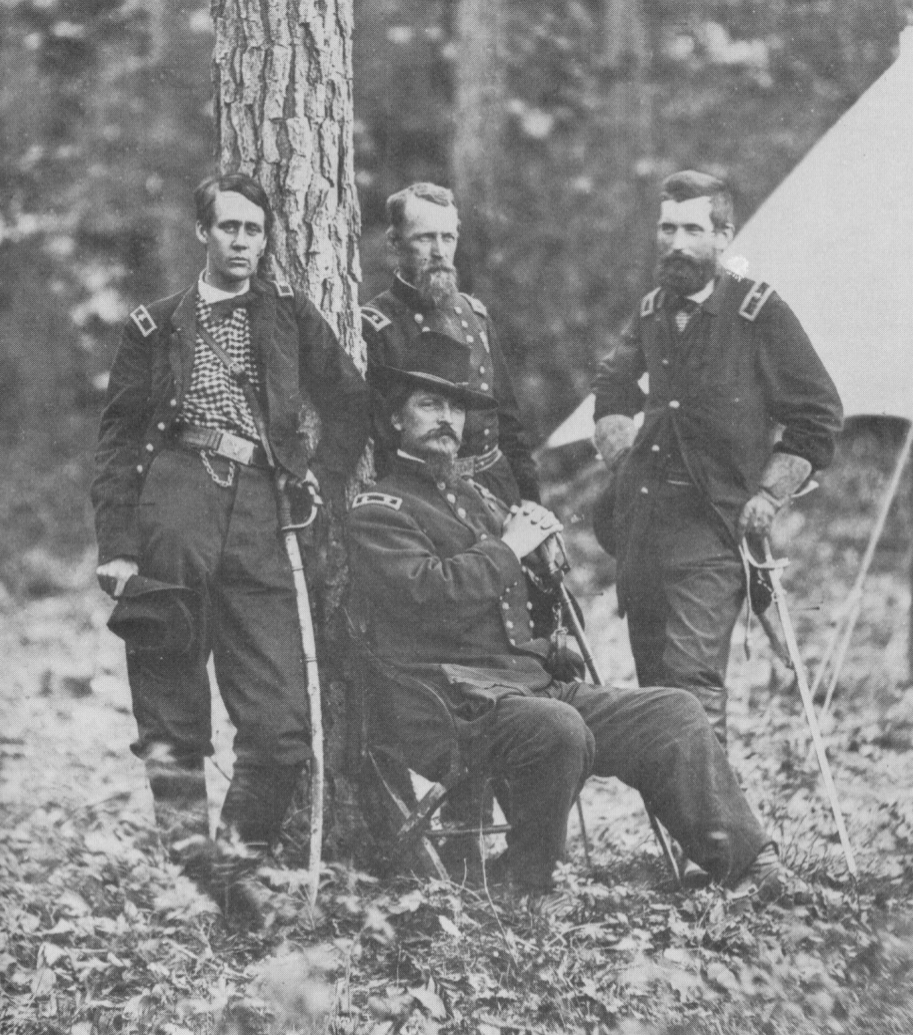
Hancock sitzend neben seinen Divisionskommandeuren: Francis Channing Barlow (l.) David B. Birney (m.) und John Gibbon (r.) während der Wildernessschlacht (1864)

Winfield Scott Hancock (* 14. Februar 1824 in Montgomery Square, Montgomery County, Pennsylvania; † 9. Februar 1886 auf Governors Island, New York City) war Generalmajor des US-Heeres. Benannt wurde er nach dem berühmten General Winfield Scott. Bei der Präsidentschaftswahl in den Vereinigten Staaten 1880 war er der Kandidat für die Demokraten, verlor aber gegen James A. Garfield.

## Leben
Hancock absolvierte die Militärakademie in West Point, New York im Jahr 1844 als 18. seines Jahrganges und diente im Anschluss daran im Mexikanisch-Amerikanischen Krieg (1846–1848), in Kansas (1855) und im Dritten Seminolenkrieg (1858).
Als der Amerikanische Bürgerkrieg ausbrach, war Hancock Quartiermeister des Heeres in Los Angeles. Nachdem er nach Osten abkommandiert wurde, ernannte ihn Präsident Abraham Lincoln am 23. September 1861 zum Brigadekommandeur einer Volunteer Brigade und beförderte ihn zum Brigadegeneral. 1862 nahm Hancock mit seiner Brigade am Halbinsel-Feldzug und am Maryland-Feldzug teil. In der Schlacht am Antietam übernahm er das Kommando über die Division von General Richardson, als dieser getötet wurde. Hancock wurde schließlich für seine Verdienste mit Wirkung vom 29. November 1862 zum Generalmajor der Volunteers ernannt. Im weiteren Verlauf des Krieges führte er die Division in den Schlachten von Fredericksburg und Chancellorsville.

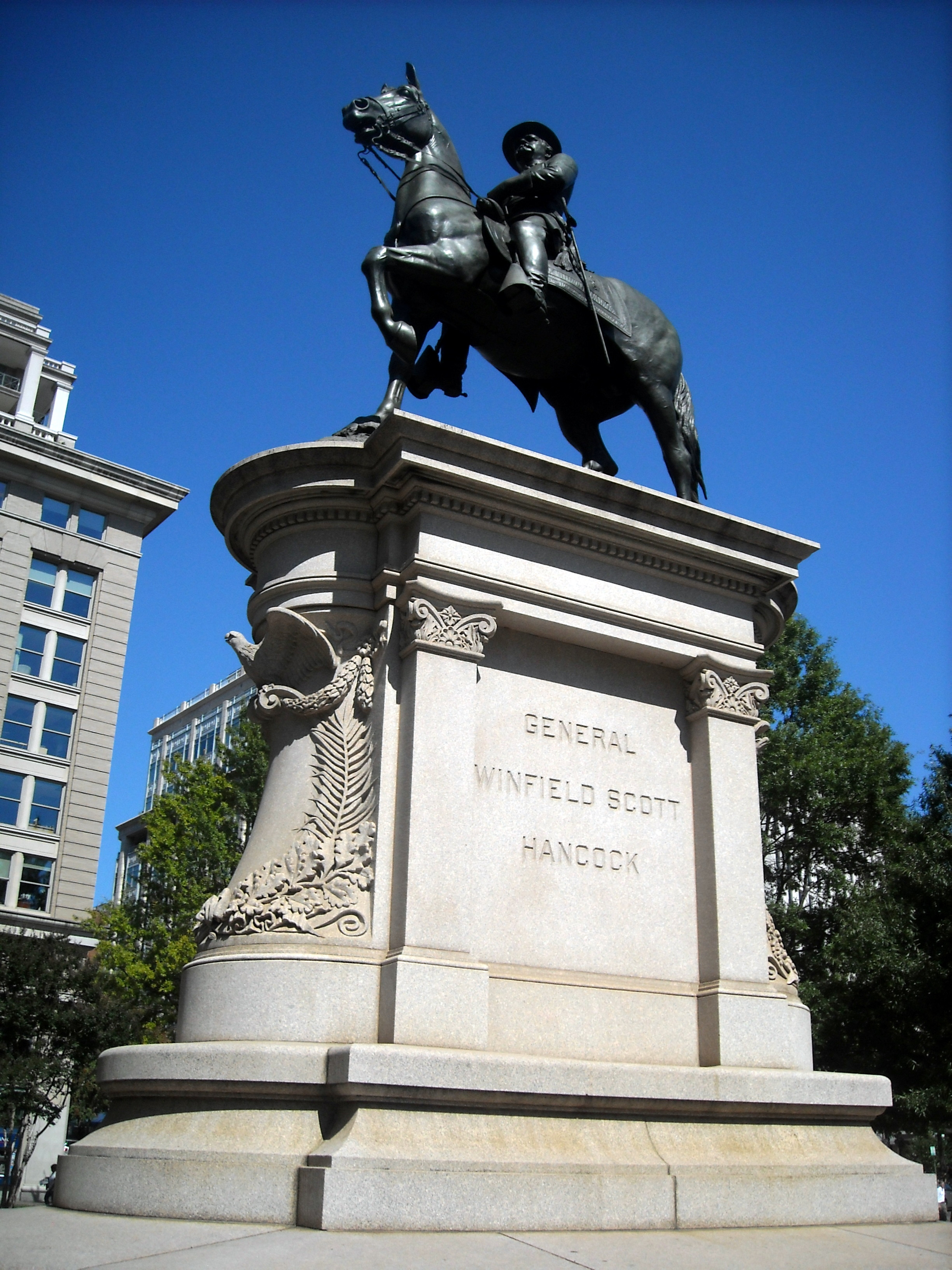
Denkmal für General Hancock an der East End von Washington, D.C. (Pennsylvania Avenue)

In der Schlacht von Gettysburg war er Kommandierender General des II. Korps und war in dieser Funktion maßgeblich am Sieg der Potomac-Armee über die Nord-Virginia-Armee beteiligt. Am ersten Kampftag sandte Generalmajor George G. Meade Hancock nach Gettysburg, um dort den Befehl über das I. und XI. Korps zu übernehmen, die dort in ein Gefecht verwickelt worden waren. Hancock erreichte das Schlachtfeld gegen 16.30, als sich die beiden Korps gerade auf die Hügel Cemetery Ridge, Cemetery Hill und Culp's Hill südlich der Stadt zurückgezogen hatten. Gemeinsam mit Howard formierte Hancock dort eine neue Linie. Am zweiten Kampftag übertrug Meade Hancock nach der Verwundung von Generalmajor Daniel E. Sickles den Befehl über das III. Korps, zusätzlich zu seinem eigenen II. Korps. Hancock organisierte unter goßem persönlichen Einsatz die Verteidigung zwischen Cemetery Ridge und Little Round Top und konnte nach dem Zusammenbruch der vorgezogenen Stellung des III. Korps eine neue Linie bilden und halten. Am dritten Kampftag griffen die Konföderierten die Linie von Hancocks II. Korps an. Bei der Abwehr dieses Angriffs wurde Hancock schwer verwundet und konnte erst sechs Monate später sein Kommando erneut übernehmen.
1864 nahm er sehr erfolgreich an den Schlachten Generalleutnant Grants teil (siehe u. a. Wilderness, Spotsylvania, Cold Harbor, Belagerung von Petersburg). Am 12. August desselben Jahres wurde Hancock zum Brigadegeneral der regulären Armee befördert. Nach dem Krieg wurde er 1866 Generalmajor der regulären Armee und 1877 Befehlshaber im Wehrbereich Ost (Department of the East).
Bei den Präsidentschaftswahlen 1880 war Winfield Scott Hancock Kandidat der Demokratischen Partei für das Amt des US-Präsidenten. Sein Running Mate für den Posten des Vizepräsidenten war William Hayden English, Kongressabgeordneter aus Indiana. Für die Republikaner trat James A. Garfield an. Die Demokraten entschieden zwar erwartungsgemäß den Solid South für sich, verfehlten jedoch ihr Ziel, den Republikanern mehrere Nordstaaten abzunehmen. Lediglich in New Jersey erhielt Hancock die Mehrheit. Bei der Popular vote lag Garfield mit nicht einmal 2000 Stimmen vorn, im Electoral College hatte er jedoch mit 214 Wahlmännern einen klaren Vorsprung gegenüber Hancock (155). Dieser nahm die Niederlage aufrecht hin und wohnte Garfields Amtseinführung bei.
Hancock war bis zu seinem Tod am 9. Februar 1886 Befehlshaber im Wehrbereich Ost. Beigesetzt wurde er auf dem Montgomery Cemetery in Norristown.

### Mitgliedschaften
1859 wurde Winfield Scott Hancock ein Mitglied im Bund der Freimaurer, seine Loge (Charity Lodge No. 190) ist in Norristown ansässig.

## Film
Im Spielfilm Gettysburg und dem Prequel, Gods and Generals, wird Winfield Hancock von Brian Mallon verkörpert.